# Marcellin Jobard
Pour les articles homonymes, voir Jobard.
Marcellin Jobard, né à Baissey (France) le 17 mai 1792 et mort à Bruxelles le 27 octobre 1861 , est un lithographe, photographe, inventeur et journaliste belge d'origine française.
Fondateur du premier établissement lithographique belge important, premier photographe belge, le 16 septembre 1839, directeur du Musée royal de l'industrie de Bruxelles de 1841 à 1861, Jean-Baptiste Ambroise Marcellin Jobard a joué un rôle aujourd'hui méconnu dans le développement artistique, scientifique, technologique et industriel de la Belgique d'abord sous le règne de Guillaume Ier à l'époque du royaume uni des Pays-Bas puis sous le règne de Léopold Ier dans le royaume de Belgique.

## Biographie

### Enfance
Marcellin Jobard, dont le prénom complet est Jean-Baptiste-Ambroise-Marcellin, est né à Baissey, dans la Haute-Marne (France). Son père, Claude Jobard, est cultivateur puis rentier et maire de Baissey pendant trente ans. Auteur de poésies, il habite une maison au pied d'un coteau, sur lequel il possède deux jardins et un vignoble. Il a épousé Marguerite Prudent, fille du prévôt de ce village. 

### Études
Marcellin Jobard passe six ou sept ans à Langres, dans le collège qu'avait fréquenté Denis Diderot, puis poursuit ses études au Lycée impérial de Dijon, ville où il suit des cours de Joseph Jacotot.

### Carrière
Géomètre du cadastre aux Pays-Bas sous l’Empire puis sous la Restauration, il y obtient la grande naturalisation et devient citoyen des Pays-Bas. Ayant entendu parler de la lithographie, il donne sa démission du cadastre et s'installe à Bruxelles où sa présence est attestée en 1819. Son premier travail est l'illustration des Annales générales des Sciences physiques, éditées par l'imprimeur Weissenbruch, sous la direction scientifique de Jean-Baptiste Bory de Saint-Vincent, Pierre Auguste Joseph Drapiez et Jean-Baptiste Van Mons. Jobard fonde en 1820 à Bruxelles un important établissement lithographique, où il engage Jean-Baptiste Madou.

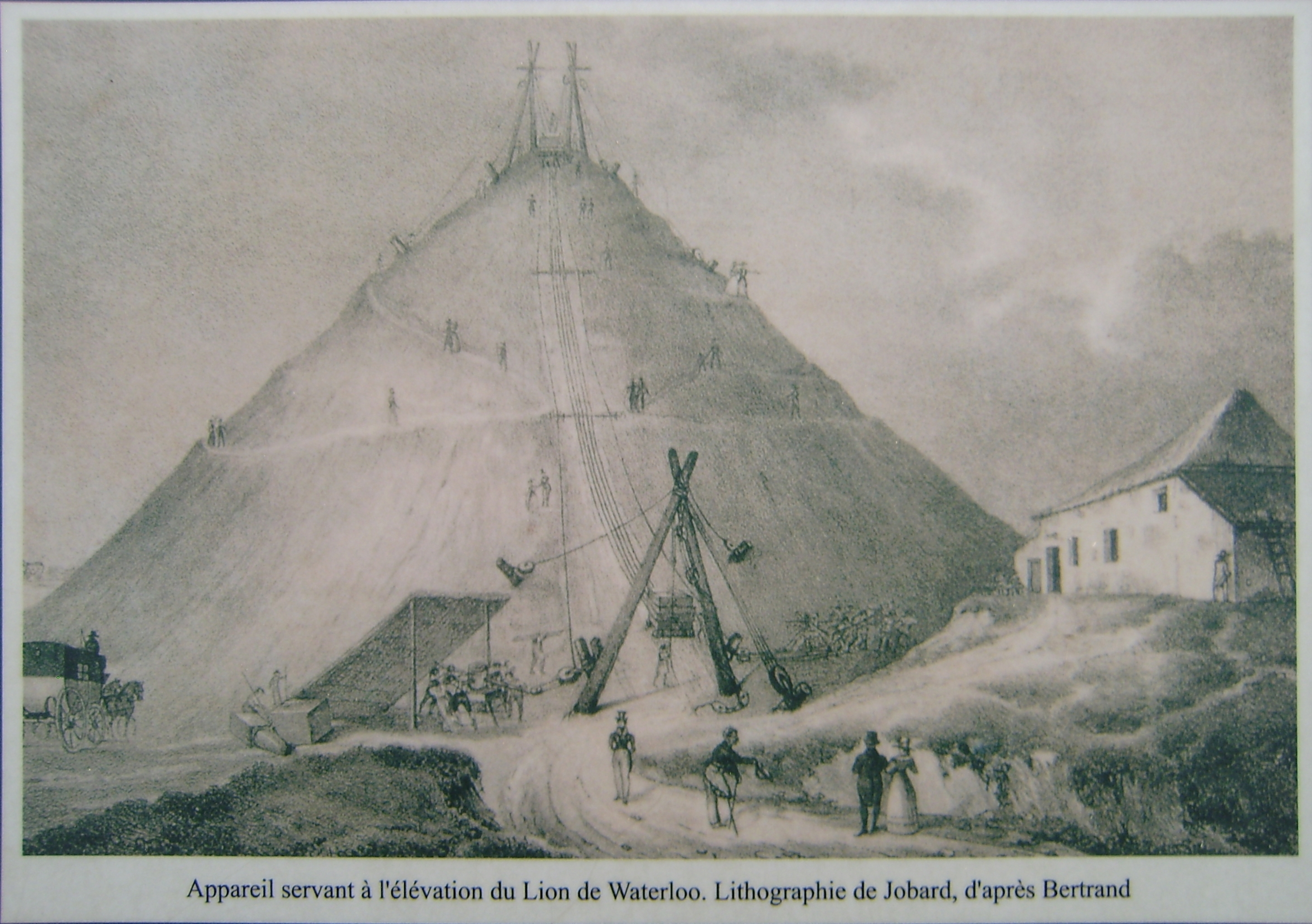
L'édification de la butte du lion de Waterloo en 1825. Gravure de Jobard d'après un dessin de Bertrand.

En 1827, Jobard utilise la lithographie pour l'impression de hiéroglyphes dans la revue Le Manneken, dont il est l'éditeur. Il affirme avoir conseillé à Jean-François Champollion l'usage de la lithographie pour l'impression de la Grammaire égyptienne.
La Société d'encouragement pour l'industrie nationale (Paris) ayant ouvert, en 1828, un concours entre les lithographes de tous les pays pour récompenser ceux qui avaient fait faire les progrès les plus réels à leur art, Jobard a remporté la grande médaille d'or.
En 1830, il participe à l'Exposition des Produits de l'Industrie nationale des Pays-Bas à Bruxelles comme exposant 598 dans la Salle 1 sous le prénom de Jean-Baptiste.  Son stand est débordant de livres prestigieux et des plans cadastraux de Liège et de Louvain.  Il porte à cette époque le titre de "Lithographe du Roi".
Après la Révolution de 1830, Jobard devient automatiquement citoyen belge. Son entreprise lithographique ayant fait faillite, il passe une année à Verviers où il s'initie aux questions industrielles. En 1832, il devient propagandiste du saint-simonisme en Belgique. Il se rend en 1833 en Angleterre, où il rencontre Charles Babbage, puis milite pour l'introduction du chemin de fer en Belgique. En 1837, il devint propriétaire de deux quotidiens, Le Fanal de l'Industrie et le Courrier Belge, où il publie la rubrique Bulletin industriel. En 1841, il proposera dans son journal l'ajout de signes typographiques supplémentaires (dont un "point d'ironie"), qu'il utilise et appelle "signes typographiques émotionnels supplémentaires". On peut considérer ces signes comme des ancêtres des émoticônes et smileys.
Le 1er février 1837, Lucien Jottrand cède son journal, le Courrier des Pays-Bas, auquel il avait donné en 1832 le nouveau nom de courrier belge à Marcellin Jobard qui en reprend la direction.
En 1839, nommé commissaire du gouvernement belge à Paris pour l'exposition des produits de l'industrie française, il y rencontre François Arago, Louis Daguerre, le baron Pierre-Armand Séguier et de nombreux savants et industriels. Il achète une chambre à daguerréotyper. De retour à Bruxelles, il réussit le 16 septembre un daguerréotype qui est la première photographie belge, une vue de la Place des Barricades à Bruxelles, suivie en octobre du premier portrait belge. Ces deux clichés sont malheureusement aujourd'hui perdus.
Il est nommé en 1841 directeur du Musée royal de l'industrie à Bruxelles, où il développera des conceptions muséologiques qui répondent déjà aux exigences actuelles : conservation, inventaires, étude et vulgarisation. 
Ingénieux et fantasque, Jobard a pris 73 brevets (éclairage, chauffage, alimentation, locomotion, balistique…). Il est en contact avec le missionnaire Laurent Imbert, alors en Chine, au sujet d'un système de forage inventé par les Chinois. Il perfectionne le procédé et prend un brevet le 18 juillet 1829.
Il fonde en 1850 l'Office des brevets, bureau de courtage pour aider les inventeurs à prendre des brevets et défendre leurs inventions. Ayant publié de nombreux ouvrages et article sur la propriété industrielle, il est considéré aujourd'hui comme le plus grand défenseur du droit des idées au XIXe siècle. 
Il met au point une théorie économique et sociale, qu'il appelle le Monautopole et définit ainsi : "de monos, seul, autos, soi-même et pôleô, trafic". Le monopole ancien était la concession, faite à un seul, d'un trafic appartenant à tous, injuste privilège émané du bon plaisir. Le Monautopole serait le droit naturel de disposer de soi et de ses œuvres, "juste récompense du travail, du talent et de l'esprit de suite".
Ses écrits lui vaudront des félicitations du futur Napoléon III, Victor Hugo, Félicité Robert de Lamennais.
Il adhère à la fin de sa vie au spiritisme, devenant président honoraire de la Société Parisienne des Études Spirites, fondée en avril 1858 par Allan Kardec, avec qui Jobard entretiendra une amitié et une correspondance qui sera fréquemment publiée dans la Revue spirite jusqu'à sa mort.
Il est enterré au Cimetière de Bruxelles.
Selon Gustave Charlier, il fut membre de la Société des douze, mais cette source est tardive (1948).

## Publications
- M. Jobard, De la propriété de la pensée et de la contrefaçon considérée comme droit d'aubaine et de détraction, extrait du Recueil de la Société Polytechnique, Versailles : Marlin, 1837 (In-8° , 63 p.) lire en ligne.
- J.B.A.M. Jobard, Industrie française - Rapport sur l'exposition de 1839, Bruxelles, chez l'auteur, Place des Barricades, 1 à Bruxelles et chez Meline, Cans et Comp., Paris chez Mathias, Quai Malaquais 15, 1841 (2 tomes vendus sur souscription)
- J.B.A.M. Jobard, Création de la propriété intellectuelle : de la nécessité et des moyens d'organiser l'industrie, de moraliser le commerce et de discipliner la concurrence, Bruxelles: C. J. de Mat, 1843 Lire en ligne.
- J.B.A.M. Jobard, Nouvelle économie sociale ou Monautopole industriel, artistique, commercial et littéraire, fondé sur la pérennité des brevets d'invention, dessins, modèles et marques de fabrique, Paris, Mathias, Bruxelles, chez l'auteur, 1844 lire en ligne
- J.B.A.M. Jobard, La Force, le capital et le droit, drame industriel, précédé d'une lettre à M. Wollowski sur la propriété intellectuelle, Bruxelles: Wouters, 1847 Lire en ligne.
- Jobard Organisation rationnelle du travail. Dialogue entre le premier et le dernier ouvrier de la France, Paris, s.l.n.d (entre 1848 et 1852. L'auteur y expose ses vues sociales dans un dialogue imaginaire avec Louis Blanc) lire en ligne.
- J.B.A.M. Jobard, Les nouvelles inventions aux Expositions universelles Bruxelles:Flatau, 1857-1858 2 volumes. Lire en ligne Tome 1, Tome 2.
- J.B.A.M. Jobard, <<La mémoire des yeux>>, méthode de dessin de mémoire, dans L'Industriel ou la Revue des Revues, Bruxelles, 1831. Voir en ligne Jobard, « Enseignement rapide du dessin » Les Beaux-Arts, revue nouvelle, tome 2, Paris, 1er janvier au 15 juin 1961, p. 76-78.

## Honneurs et distinctions
- Commissaire du Gouvernement belge à Paris en 1839,
- Membre de la Société d'encouragement de Paris,
- Membre de l'Académie de Dijon,
- Membre des Sociétés royales  de Liège et du Hainaut,
- Président honoraire de l'Académie de l'Industrie, etc.

- 1858 : Officier de la Légion d'honneur
- 1858 : Médaille de Sainte-Hélène
- Chevalier de l'Ordre royal de François Ier des Deux-Siciles[9]

## Postérité
En 1996, Marcellin Jobard est l'un des 26 photographes belges mis à l'honneur au FotoMuseum Antwerpen (musée de la photographie d'Anvers), lors de l'exposition Pioniers in Beeld.